# كوما ميكو: غيرل ميتز بير
كوما ميكو: غيرل ميتز بير (باليابانية: くまみこ، بالروماجي: kuma miko) (بالإنجليزية: Kuma Miko: Girl Meets Bear)‏ هي سلسلة مانغا يابانية من تأليف ماسومي يوشيموتو، نشرت من قبل ميديا فاكتوري في مجلة فلابير كوميك الشهرية [الإنجليزية] منذ 5 أبريل عام 2013. أنتجت إلى مسلسل أنمي تلفزيوني من قبل استوديو كينيما سيتروس واستوديو إي إم تي سكويريد، عرض الأنمي في 3 أبريل عام 2016 واستمر عرضه حتى 19 يونيو عام 2016، وتكون من 12 حلقة + حلقتين أوفا.

## القصة
تدور أحداث القصة عن ماتشي أمايادوري هي عذراء الضريح الشابة التي أمضت حياتها كلها في الجبال الريفية مع ناتسو الدب الحارس الناطق. هي الآن في الرابعة عشرة من عمرها، تريد أن تغتنم الفرصة وتلتحق بالمدرسة الثانوية في المدينة. لكن يجب عليها أولًا هي اجتياز اختبارات ناتسو من أجل العيش في المدينة.

## الشخصيات
ماتشي أمايادوري (باليابانية: 雨宿 まち، بالروماجي: Amayadori Machi)
أداء صوتي: ناتسومي هيوكا [الإنجليزية]
ناتسو كوماي (باليابانية: クマ井 ナツ، بالروماجي: Kumai Natsu)
أداء صوتي: هيروكي ياسوموتو
يوشيو أمايادوري (باليابانية: 雨宿 良夫، بالروماجي: Amayadori Yoshio)
أداء صوتي: كازويوكي أوكيتسو
إيتسوكو أمايادوري (باليابانية: 雨宿 エツ子، بالروماجي: Amayadori Etsuko)
أداء صوتي: كازوي مينامي
فوتشي أمايادوري (باليابانية: 雨宿 フチ، بالروماجي: Amayadori Fuchi)
أداء صوتي: إيكوكو تاني
هيبيكي ساكاتا (باليابانية: 酒田 響، بالروماجي: Sakata Hibiki)
أداء صوتي: إيري كيتامورا

## وصلات خارجية
- موقع المانغا الرسمي باللغة اليابانية
- موقع الأنمي الرسمي باللغة اليابانية
- كوما ميكو: غيرل ميتز بير على موقع ANN manga (الإنجليزية)